# Ali Nullmeyer
 Ali Nullmeyer, née le 21 août 1998 à Toronto, est une skieuse alpine canadienne.

## Biographie
En 2016, elle devient vice-championne olympique de la jeunesse en slalom à Lillehammer.
En 2017 à Åre, elle est vice-championne du monde juniors de slalom, et championne du monde par équipes avec le Canada. Cette même année, âgée de 18 ans, elle remporte le classement général de la Coupe Nord-américaine (ainsi que celui du slalom) avec 6 victoires. Elle participe aussi en 2017 à ses premiers championnats du monde (seniors) où, elle prend la 27e place du slalom.
Elle se blesse gravement aux 2 genoux avant la saison 2017-2018 et fait ainsi une saison blanche.
En 2019, elle prend la 9e place du slalom géant de championnats du monde juniors. Le 8 mars 2019, elle fait ses débuts en Coupe du monde dans le slalom géant de Spindleruv Mlyn.
En janvier 2020, elle marque ses premiers points en Coupe du monde en prenant la 16e place du slalom de Flachau.
En février 2021, aux championnats du monde de Cortina d'Ampezzo elle prend la 24e place du slalom. Le 12 mars elle obtient son premier top-15 en Coupe du monde en prenant la 12e place du slalom d'Åre.
En janvier 2022 elle réalise son premier top-5 en Coupe du monde en prenant la 5e place du slalom de Zagreb. Avec 3 tops-6 elle termine à la 11e place du classement général du slalom. En février elle est sélectionnée pour ses premiers Jeux olympiques, à Pékin. Elle y prend la 21eplace du slalom.
En février 2023, elle prend la 12e place du slalom de ses troisièmes championnats du monde, à Courchevel.
En 2023-2024, avec 4 tops-7 elle termine à nouveau à la 11e place du classement général de la coupe du monde de slalom.

## Palmarès

### Jeux olympiques
| Épreuve / Édition | Slalom |
| JO 2022 Pékin     | 21e    |

### Championnats du monde
| Édition / Epreuve               | Slalom  |
| Mondiaux 2017 Saint-Moritz      | 27e     |
| Mondiaux 2021 Cortina d'Ampezzo | 24e     |
| Mondiaux 2023 Méribel           | 12e     |
| Mondiaux 2025 Saalbach          | Abandon |

### Coupe du monde
- Meilleur classement général : 35e en 2023-2024 avec 246 points
- Meilleur classement de slalom : 11e en 2023-2024 avec 246 points et en 2021-2022 avec 175 points

- 8 tops-10 en slalom
- Meilleur résultat sur une épreuve de Coupe du monde de slalom : 5e à Zagreb le 4 janvier 2022

- 57 courses disputées en Coupe du monde (à fin mars 2025)

#### Classements
| Saison / Épreuve | Saison / Épreuve | Général | Général | Descente | Descente | Super G | Super G | Slalom géant | Slalom géant | Slalom | Slalom | Combiné | Combiné | Parallèle | Parallèle |
| ---------------- | ---------------- | ------- | ------- | -------- | -------- | ------- | ------- | ------------ | ------------ | ------ | ------ | ------- | ------- | --------- | --------- |
| Saison / Épreuve | Saison / Épreuve | Class.  | Points  | Class.   | Points   | Class.  | Points  | Class.       | Points       | Class. | Points | Class.  | Points  | Class.    | Points    |
| 2020             | 2020             | 96e     | 27      | -        | -        | -       | -       | -            | -            | 33e    | 27     | -       | -       | -         | -         |
| 2021             | 2021             | 73e     | 49      | -        | -        | -       | -       | -            | -            | 29e    | 49     | -       | -       | -         | -         |
| 2022             | 2022             | 45e     | 175     | -        | -        | -       | -       | -            | -            | 11e    | 175    | -       | -       | -         | -         |
| 2023             | 2023             | 51e     | 156     | -        | -        | -       | -       | -            | -            | 17e    | 156    | -       | -       | -         | -         |
| 2024             | 2024             | 35e     | 246     | -        | -        | -       | -       | -            | -            | 11e    | 246    | -       | -       | -         | -         |
| 2025             | 2025             | 62e     | 86      | -        | -        | -       | -       | -            | -            | 22e    | 86     | -       | -       | -         | -         |

### Championnats du monde juniors
| Épreuve / Édition          | Descente | Super G | Slalom géant | Slalom  | Combiné | Team event |
| Mondiaux 2016 Sotchi       | -        | -       | Abandon      | 10e     | -       | -          |
| Mondiaux 2017 Åre          | -        | -       | 20e          | Argent  | -       | Or         |
| Mondiaux 2019 Val di Fassa | -        | -       | 9e           | Abandon | -       | -          |

### Jeux olympiques de la jeunesse d’hiver
| Edition / Epreuve    | Super G | Slalom géant | Slalom | Super-combiné | Équipes |
| JOJ 2016 Lillehammer | 7e      | 5e           | Argent | Abandon       | 4e      |

### Coupe nord-américaine
13 podiums dont 7 victoires

#### Classements
| Class. | Points | Class. | Points | Class. | Points | Class. | Points | Class. | Points | Class. | Points |    |     |   |   |
| 2017   | 2017   | 1re    | 1298   | -      | -      | 24e    | 60     | 2e     | 378    | 1re    | 720    | 4e | 140 | - | - |